# Capodimonte (Nàpols)
Capodimonte és un rione de Nàpols, Itàlia, subdividida en els caserius de Porta Grande, Porta Piccola i Porta Miano.

## Història

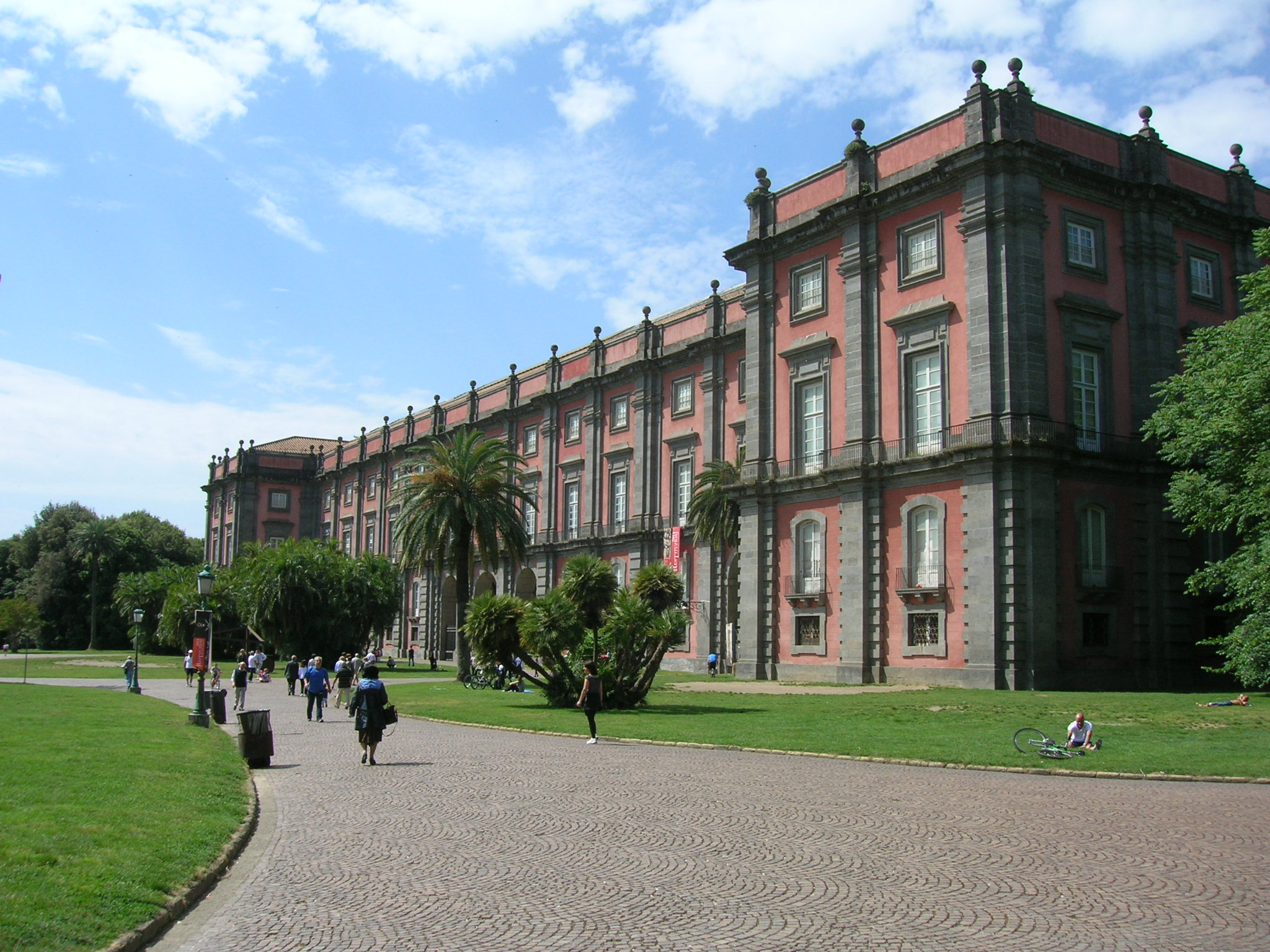
El Palau Reial de Capodimonte.

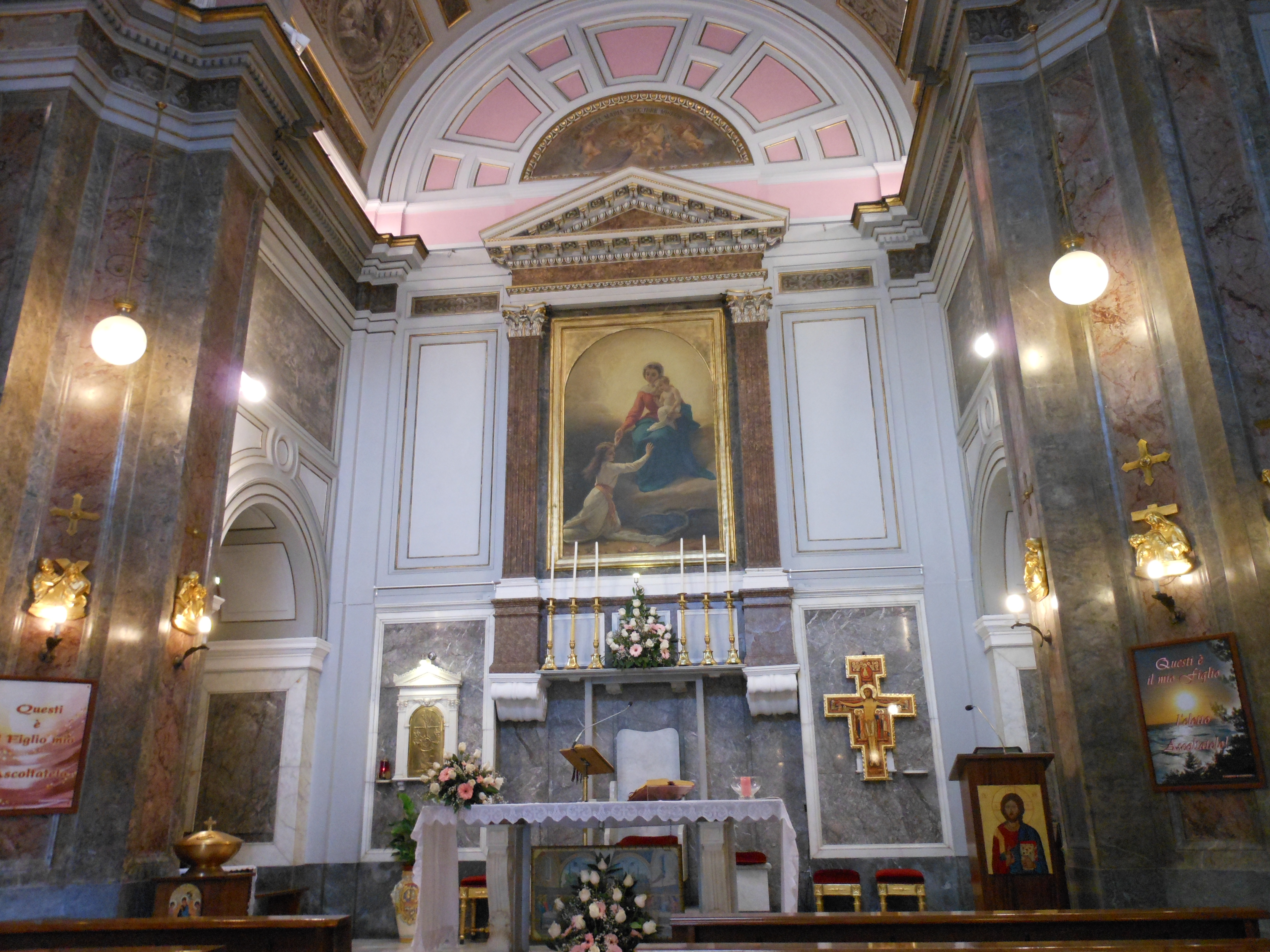
L'església de Santa Maria del Soccorso.

A la fi del segle XVI Capodimonte era un petit caseriu als turons al nord de Nàpols amb mala connexió amb el centre de la ciutat. El 1575 es produí un salt endavant en la història del caseriu, amb la fundació de l'església de Santa Maria delle Grazie a Capodimonte i l'inici d'un desenvolupament urbanístic encara no invasiu, format per viles i granges nobiliàries, que caracteritzarien la zona especialment al segle XIX.

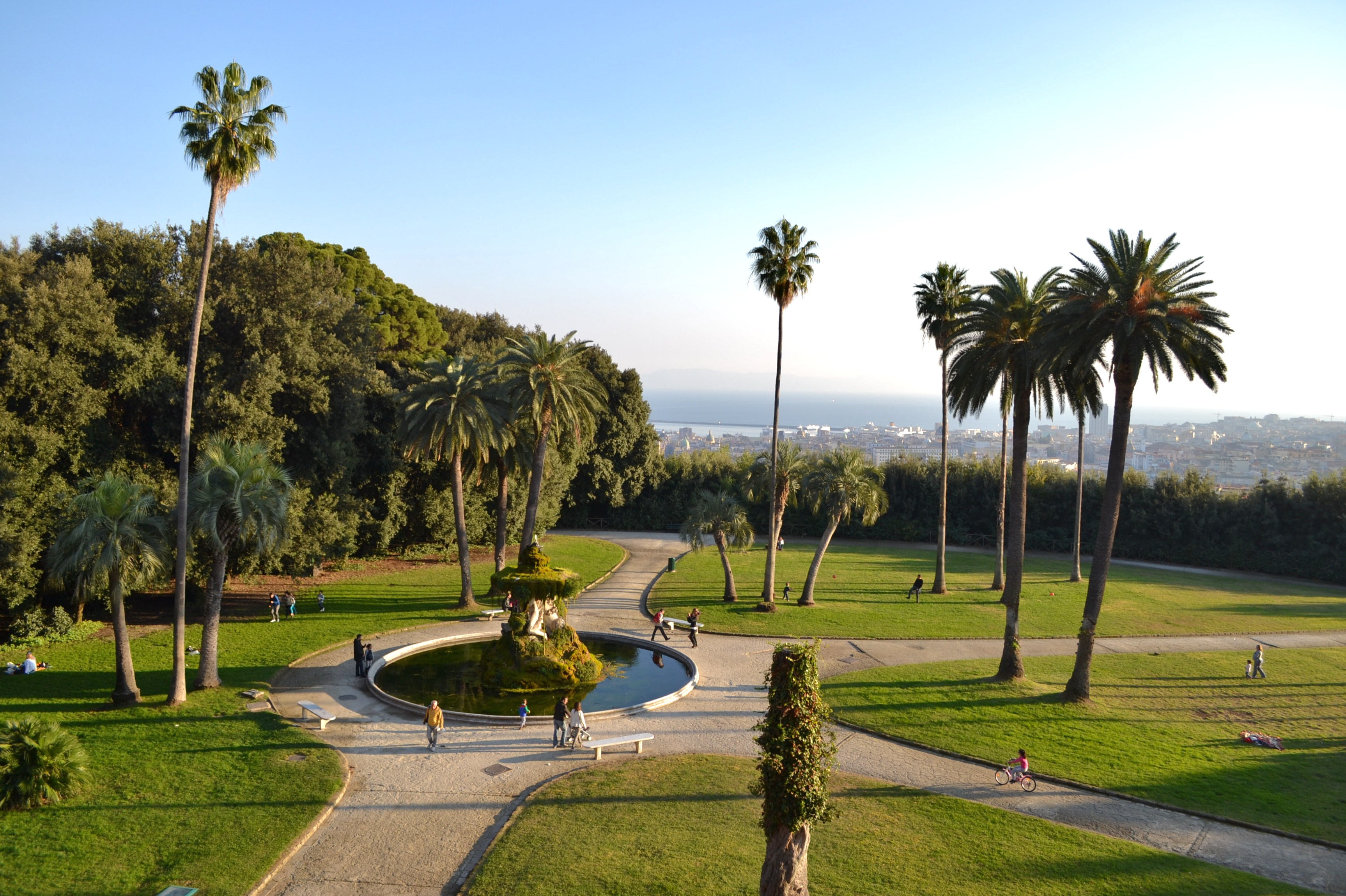
El parc de Capodimonte amb les vistes de Nàpols.

Al segle XVIII amb la construcció del Palau Reial de Capodimonte i del parc que l'envolta, i al segle XVIII, amb la construcció de la Via Capodimonte, del Ponte della Sanità i del dipòsit d'aigua sobre la Valle dei Gerolomini, Capodimonte s'«acostava» a Nàpols. En aquell segle es produí el boom de construcció de viles que encara avui dia mostren la seva magnificència.
Després de la unificació italiana, mentre el Palau Reial i les viles dels voltants continuaven sent cruïlla de nobles, Capodimonte continuava conservant el seu aspecte de petit caseriu rural, malgrat formar part del municipi de Nàpols. Als anys trenta es va construir el Seminari Arquebisbal de Nàpols al turó dels Colli Aminei, projectat per l'enginyer Tirone, per ordres del cardenal Alessio Ascalesi, qui el va inaugurar el 29 de juny de 1934.

## L'aïllament
Un problema històric de Capodimonte és la falta de connexions adequades amb el centre de la ciutat. La zona sempre ha sofert d'aquests problemes, especialment per l'aïllament geogràfic derivat dels importants pendents sobre les quals es va intervenir des del decenni francès, amb l'obertura d'un veritable eix de connexió, el Corso Napoleone, actual Via Amedeo di Savoia.

## La porcellana de Capodimonte

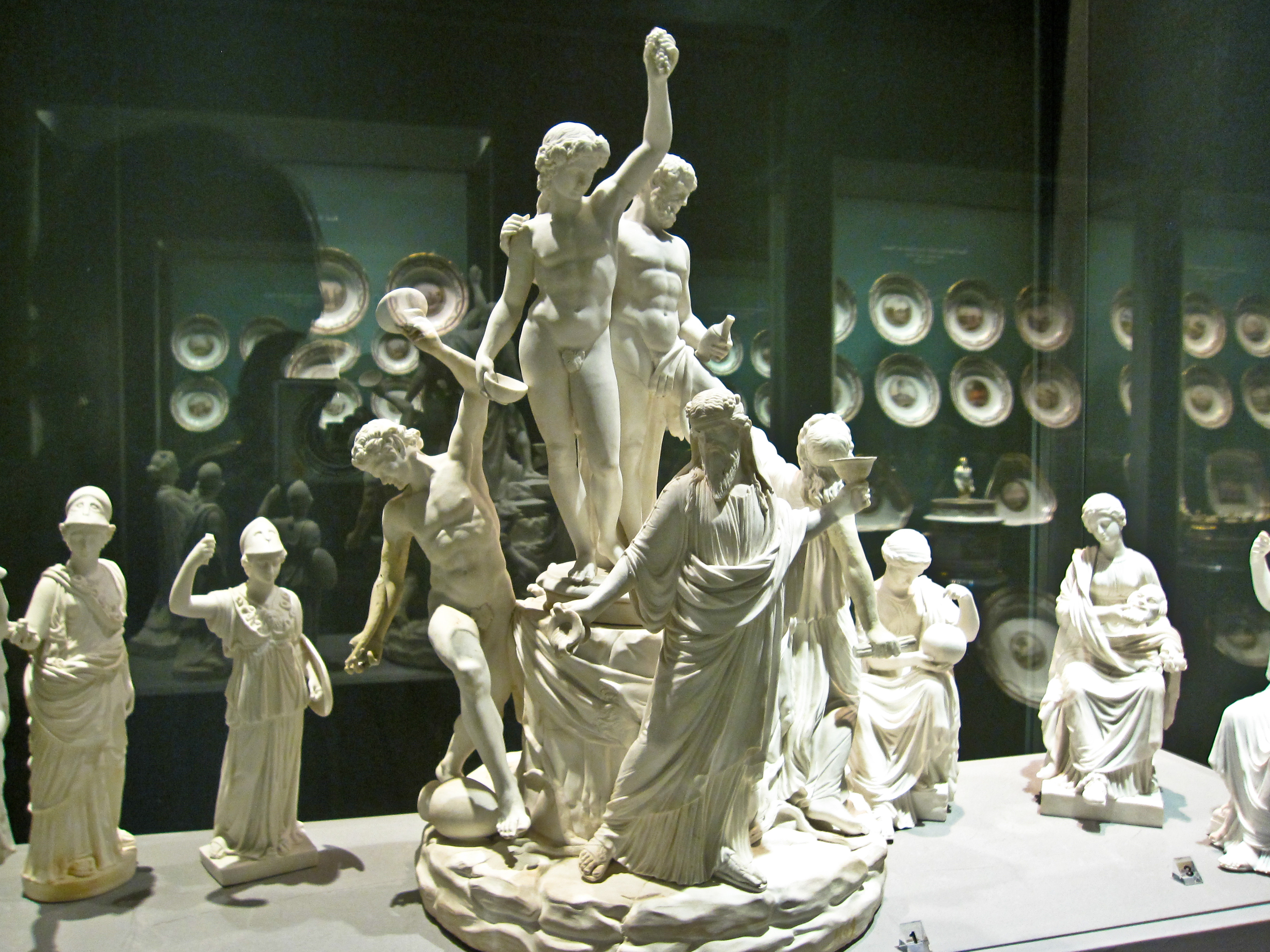
Una peça de porcellana de Capodimonte.

Un important element típic de Capodimonte és la porcellana, fundada al costat del palau per Carles III, però que va tenir el seu període més florit sota el regnat del seu fill Ferran I, qui va instituir la Real Fabbrica Ferdinandea, les obres de la qual faran escola i causaran l'associació comuna arreu del món del nom de Capodimonte amb la porcellana.

## L'observatori astronòmic

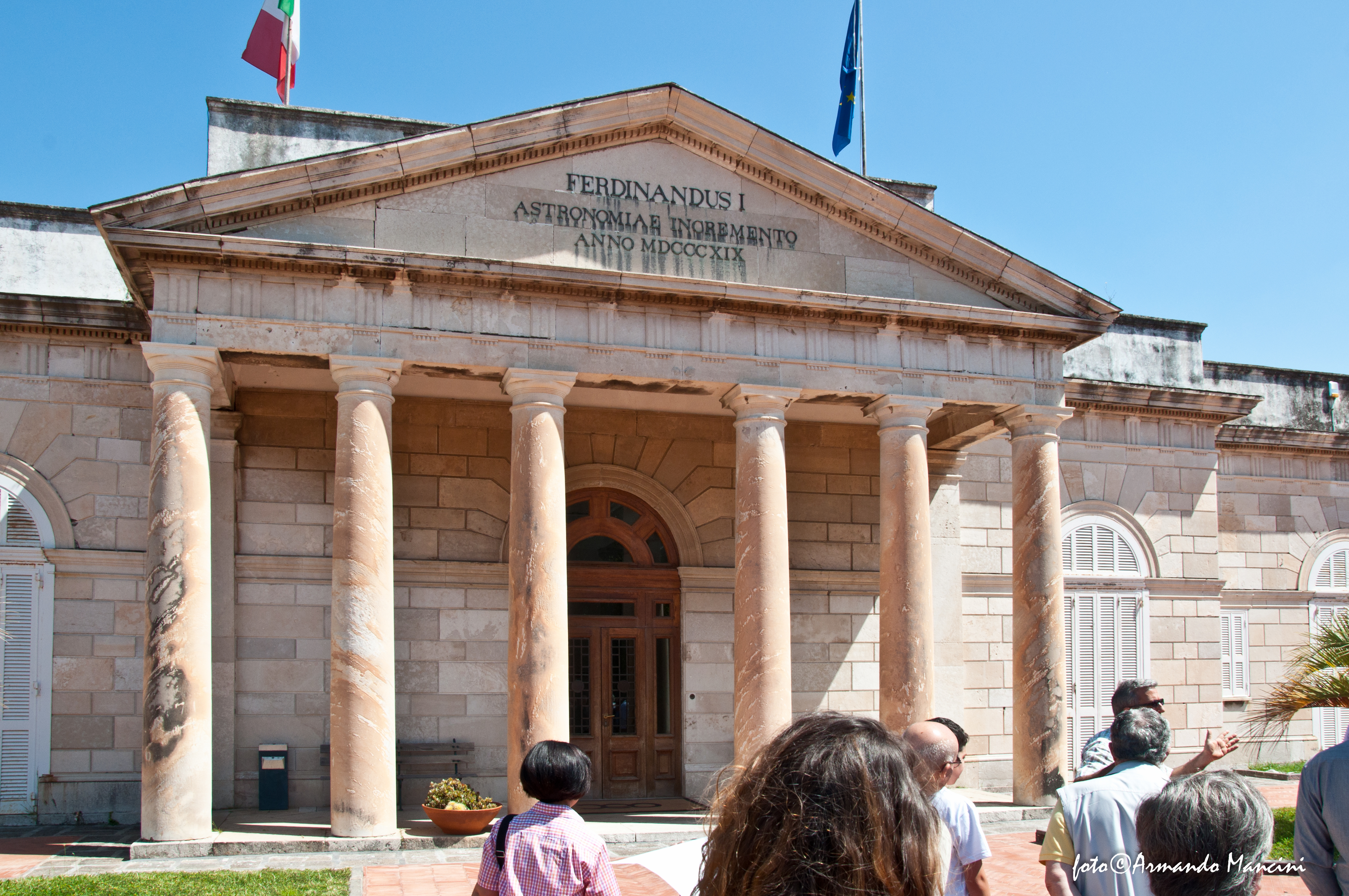
L'observatori astronòmic de Capodimonte.

A Capodimonte hi ha un dels dotze observatoris astronòmics del Istituto Nazionale di Astrofisica, situat en Saleta Moiariello 16, construït per ordres de Joachim Murat i valorat positivament per Ferran I en el seu retorn al tron, qui va intuir el prestigi i la utilitat de les descobertes astronòmiques, facilitant-ne l'obertura. Encara avui dia l'observatori manté la seva importància en l'àmbit científic.